# Морєв Никифор Іванович
Никифор Іванович Морєв (1871 – ?, після 1918) — агроном, депутат Державної думи I скликання від Кубанської області та Чорноморської губернії.

## Біографія
Закінчив Петрівську землеробську лісову академію, агроном.
27 травня 1906 р. обраний до Державної думи I скликання від некозачого населення. Входив до Трудової групи.
10 липня 1906 року у Виборзі підписав "Виборзьку відозву".
16 липня 1906 р. М. І. Морєв претендував на посаду міського голови Анапи, крім нього у виборах брали участь В.І. Піленко, В.А. Будзинський, Ф.П. Кузьмін та інші. Переміг В. І. Піленко, який набрав 9 голосів з 15 (кількість голосних у Думі було 24 особи, але збиралося не більше 15).
12-18 грудня 1907 на Виборзькому процесі  засуджений за ст. 129, ч. 1, п. п. 51 і 3 Кримінального Уложення , засуджений до 3 місяців в'язниці та позбавлений права балотуватися на будь-які виборні посади.

Але така можливість знову з'явилася після Лютневої революції, й у серпні 1917 року Н.І. Морєв стає міським головою міста Анапи. 

Як писала про нього Єлизавета Кузьміна-Караваєва, в майбутньому Мати Марія (Скобцова) і преподобномучениця Константинопольського патріархату:
…виборжець Морєв — людина дуже талановита і досвідчена у громадській роботі, але, на жаль, завдяки своїй хворобі, абсолютно неуживлива і жовчна. Він чужих думок переносити не міг і висловлював своє неприязне ставлення до всіх інакодумців настільки різко, що створював собі всюди особистих ворогів.
У середині лютого 1918 року Єлизаветі Кузьміної-Караваєвої запропонували балотуватися у товариші міського голови. Після її обрання Морєв подав у відставку. Як вона пише у своїх спогадах "Як я була міським головою": 
"Якби я цю відставку, та ще відразу після мого обрання, передбачала, я б найімовірніше
відмовилася від виставлення своєї кандидатури" .
Подальша доля і дата смерті Морєва невідомі.